# Jürgen Gundlach
Jürgen Gundlach (* 15. Januar 1926 in Plau am See; † 3. Dezember 2014 in Wismar) war ein deutscher Philologe und Dialektologe. Nach dem Tode Hermann Teucherts übernahm er die Bearbeitung des Mecklenburgischen Wörterbuches.

## Leben und Wirken
1932 siedelten die Eltern nach Wismar über. Hier machte Jürgen Gundlach 1944 sein Abitur und wurde anschließend zur Wehrmacht eingezogen. Er geriet in Schleswig-Holstein in Gefangenschaft, aus der er im Winter 1946 entlassen wurde. An der Universität Rostock nahm er ein Studium der Germanistik, Geschichte und Philosophie auf und bestand im Wintersemester 1950/51 das Staatsexamen mit einer Arbeit über Fritz Reuters hochdeutsche Schriften. Seine Dissertation schrieb der zum Dr. phil. promovierte Gundlach über das Komische im Werk von Wilhelm Busch. 1952 bis 1954 war Gundlach als Dozent für die Fächer Deutsch und Geschichte an einer Fachschule in Ribnitz-Damgarten tätig.
1954 wurde Gundlach Wissenschaftlicher Assistent von Professor Hermann Teuchert am Mecklenburgischen Wörterbuch in der Außenstelle Rostock-Warnemünde der Deutschen Akademie der Wissenschaften zu Berlin; 1965 wurde er deren Leiter. Mit dem 1. März 1991 trat Gundlach in Ruhestand und zog zurück nach Wismar. Seine letzte Ruhe fand er in Warin.
Gundlach hat die Verfassung des Landes Mecklenburg-Vorpommern von 1993 ins Plattdeutsche übersetzt. Deren Artikel 16 überträgt dem Land ausdrücklich die Aufgabe, die niederdeutsche Sprache zu schützen und zu fördern. Die Übersetzung bereitete Gundlach einiges Kopfzerbrechen. „Plattdütsch is nu mal keine Juristenspraak“, äußerte Gundlach damals. Demgemäß fiel seine Übersetzung auch etwas freier aus. Zum Maßstab bei der Übersetzung nahm Gundlach das Platt Fritz Reuters. Zu Reuters Zeiten noch nicht bekannte Begriffe wie „Datenschutz“, „Opposition“ oder „Geschäftsführung“ übernahm er unverändert in seine Übersetzung.
Jürgen Gundlach engagierte sich für den Erhalt der Marienkirche in Wismar, indem er 1960 – vergeblich – beim damaligen Ministerpräsidenten der DDR Otto Grotewohl gegen den Abriss des Kirchenschiffes protestierte und diesen als „Kulturschande“ bezeichnete. 
1990 wurde Gundlach Mitglied der Fritz Reuter Gesellschaft, deren Vorstand er von 1991 bis 1994 als einer von zwei Stellvertretern des Präsidenten angehörte.

## Auszeichnungen
- 1991 Kulturpreis der Hansestadt Rostock (zusammen mit Christoph Krummacher)
- 1993 Mecklenburger Kulturpreis der Landsmannschaft Mecklenburg
- 1994 Verdienstkreuz 1. Klasse des Verdienstordens der Bundesrepublik Deutschland
- 2002 Ehrenbrief der Fritz Reuter Gesellschaft

## Schriften
- Das Komische im Werk von Wilhelm Busch unter besonderer Berücksichtigung der Viten. Diss. 1954
- Mecklenburgisches Wörterbuch, Bd. 5. Berlin 1970 (Mitarbeit)
- Mecklenburgisches Wörterbuch, Bd. 6. Berlin 1976 (Leitung)
- Mecklenburgisches Wörterbuch, Bd. 7. Berlin 1992 (Leitung)
- Von Aant bis Zäg’. Leipzig 1984
- Vörlöpige Verfatung von dat Land Mäkelborg-Vörpommern. Int Plattdüütsche oewersett’t. Schwerin 1994